# Lagerstätte
Un Lagerstätte (ou Lagerstaette) (en allemand ; littéralement « lieu de stockage » ; pluriel Lagerstätten) est un dépôt sédimentaire qui contient une grande diversité de fossiles ou des fossiles très complets. Les paléontologues les classent en deux sortes : 
- Les Konzentrat-Lagerstätten (« Lagerstätten de concentration » ou dépôts de fossiles concentrés) sont des dépôts particulièrement riches en fossiles d'éléments organiques désarticulés, par exemple des os. Ces dépôts de fossiles sont moins spectaculaires que les dépôts de fossiles préservés, qui sont plus célèbres. Leur contenu s'est déposé sur une longue période. En effet, l'accumulation d'os en l'absence d'autres sédiments prend du temps. Les dépôts qui sont issus d'une communauté vivant in situ, comme les récifs ou les bancs d'huîtres, ne sont pas considérés comme des dépôts de fossiles.

- Les Konservat-Lagerstätten (« Lagerstätten de conservation » ou dépôts de fossiles préservés) sont des dépôts connus pour l'excellente préservation des organismes fossiles qu'ils contiennent, les parties molles étant conservées sous forme d'empreintes. Ceci est dû à un recyclage biologique incomplet. Par exemple, dans des conditions anoxiques (absence d'oxygène), comme dans une boue dépourvue d'oxygène, les bactéries communes de la décomposition sont absentes, ainsi la décomposition prend suffisamment de temps pour que le sédiment conserve l'empreinte des parties molles. La taphonomie particulière qui a permis la fossilisation varie selon les sites. Les dépôts de fossiles préservés apportent des témoignages cruciaux pour la compréhension de moments importants de l'histoire de l'évolution.

Le dépôt de fossiles des schistes de Burgess est associé à l'explosion cambrienne et celui du calcaire de Solnhofen est associé aux premiers oiseaux : Archaeopteryx.

## Préservation
Les dépôts de fossiles préservent les organismes à cuticule faiblement sclérifiée et à corps mous qui ne sont habituellement pas préservés dans les dépôts coquilliers ou osseux. Ainsi, ils offrent un enregistrement plus précis de la biodiversité ancienne et permettent des reconstructions de la paléoécologie des anciennes communautés aquatiques.
En 1986, Simon Conway Morris calcula que seuls 14 % des genres présents dans la faune de Burgess possédaient des tissus naturellement minéralisés (biominéralisation) de leur vivant. La position cladistique des conodontes était inconnue jusqu'à ce que des éléments soient retrouvés à Granton, près d'Édimbourg en Écosse, dans une strate du Carbonifère, associés à des tissus fossilisés. Les informations obtenues du plus grand éventail d'organismes présents dans les lagerstätten ont conduit à de récentes reconstructions phylogénétiques de groupes majeurs de métazoaires.
Un grand nombre de mécanismes taphonomiques peuvent produire des dépôts de fossiles. En voici une liste incomplète :
- La préservation du type Orsten et la préservation du type Doushantuo préservent les organismes sous forme de phosphates ;
- La préservation du type Bitter Springs les préserve sous forme de silice ;
- Les films carbonés sont le résultat de la préservation du type Schiste de Burgess ;
- La pyrite préserve des détails infimes dans le cas de la préservation du type Beecher’s Trilobites bed ;
- La préservation type Édiacara préserve les organismes sous forme de traces et d'empreintes avec l'aide de voiles microbiens (biofilms).

## Dépôts de fossiles importants
Les plus célèbres Lagerstätten mondiaux sont :

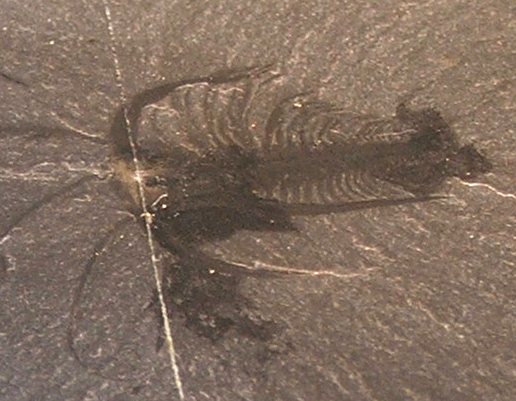
Marrella splendens, l'organisme le plus abondant du Schiste de Burgess (Canada).

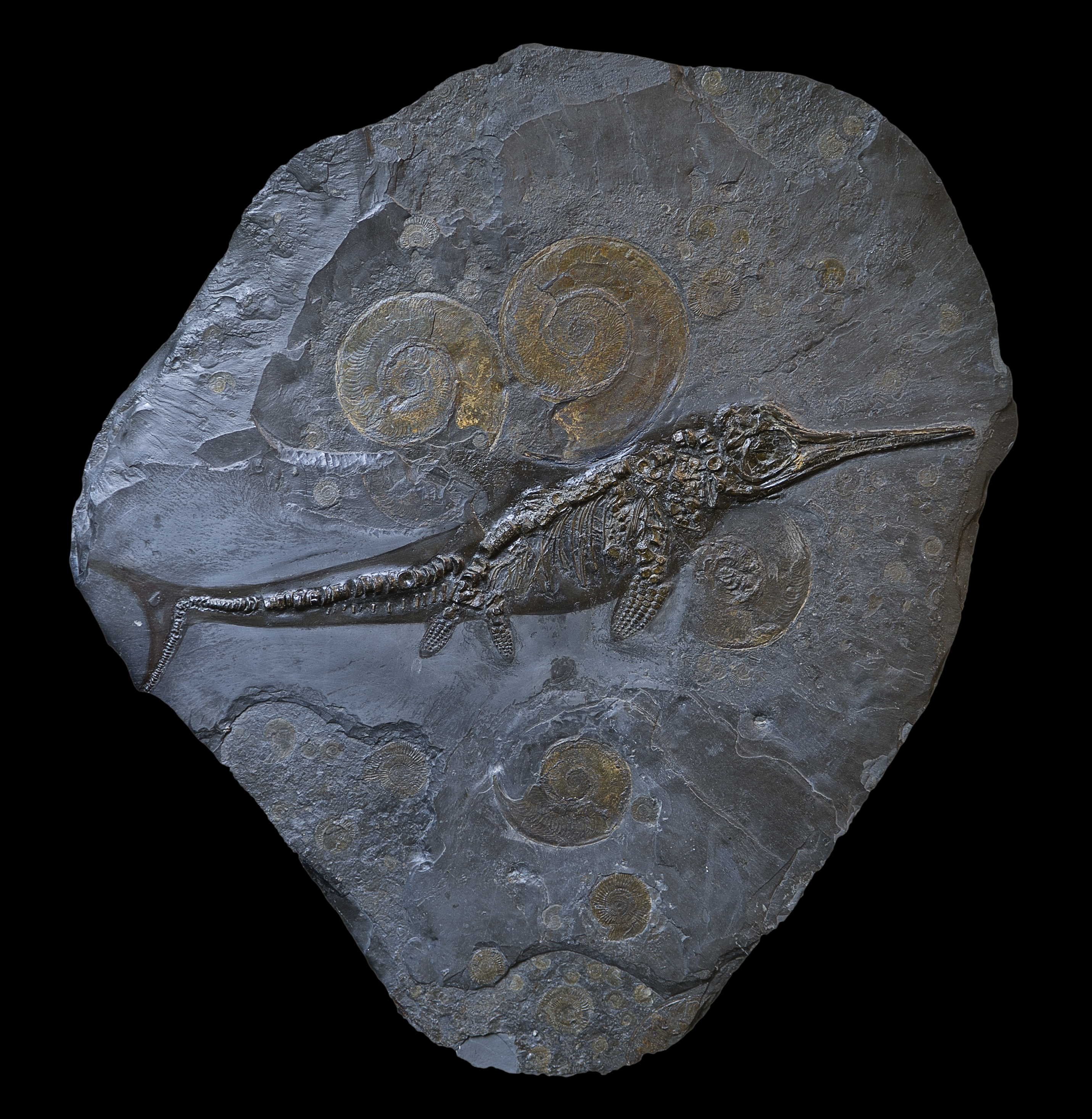
Harpoceras et ichthyosaure, calcaire noir jurassique de Holzmaden (Allemagne).

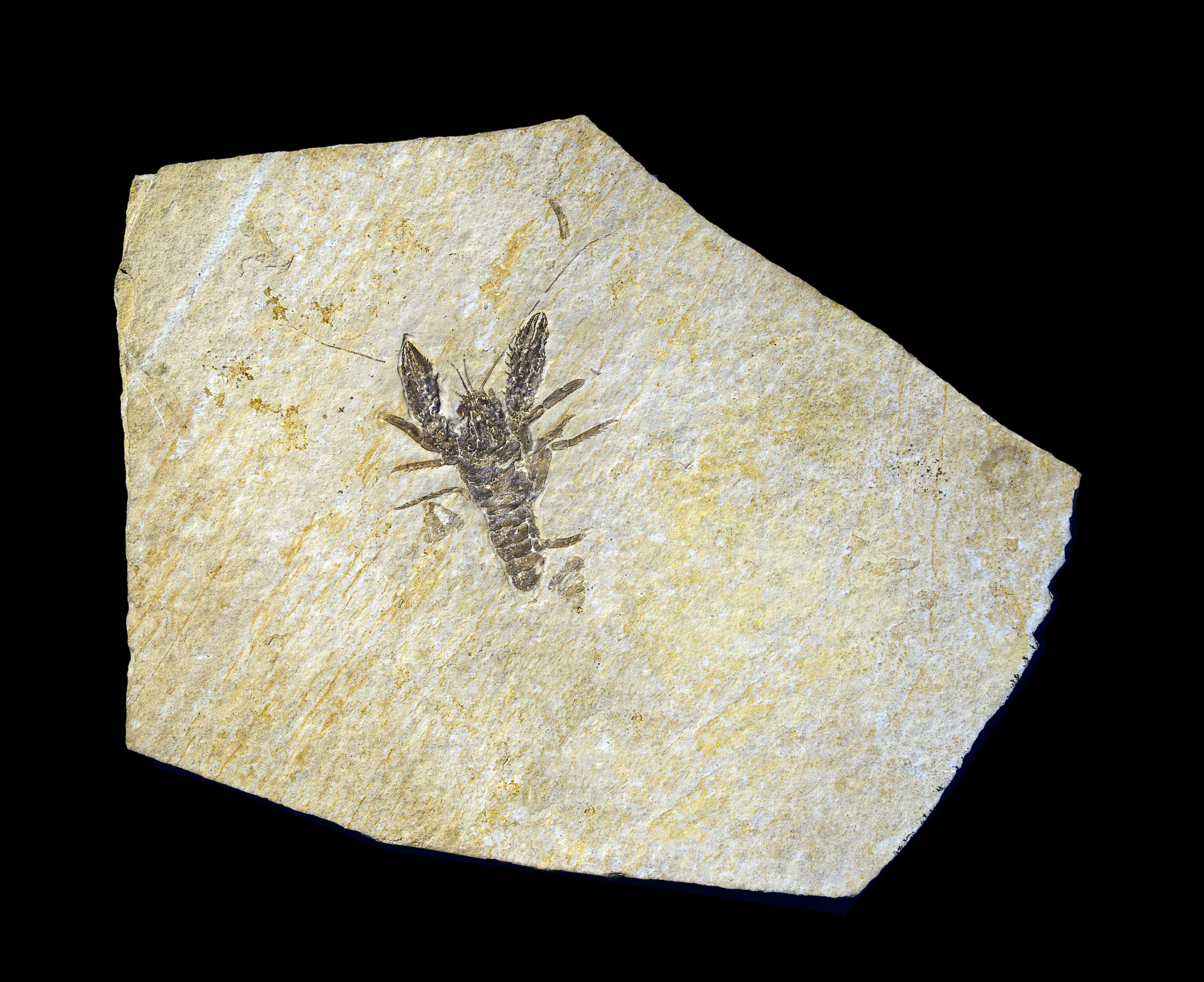
Eryma modestiforme, Calcaire de Solnhofen (Allemagne).

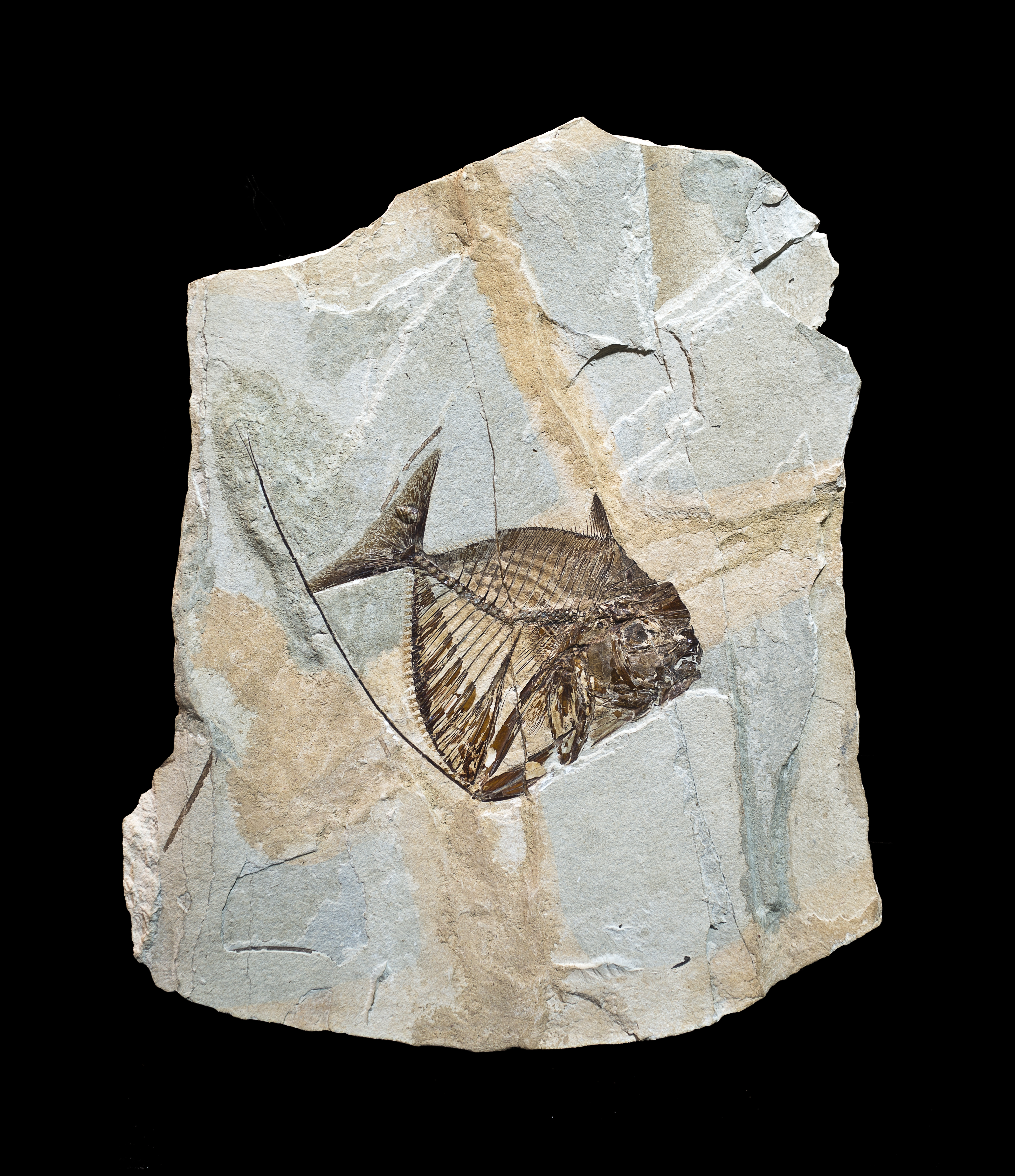
Calcaire avec fossile de Mene rhombea, Monte Bolca, (Italie).

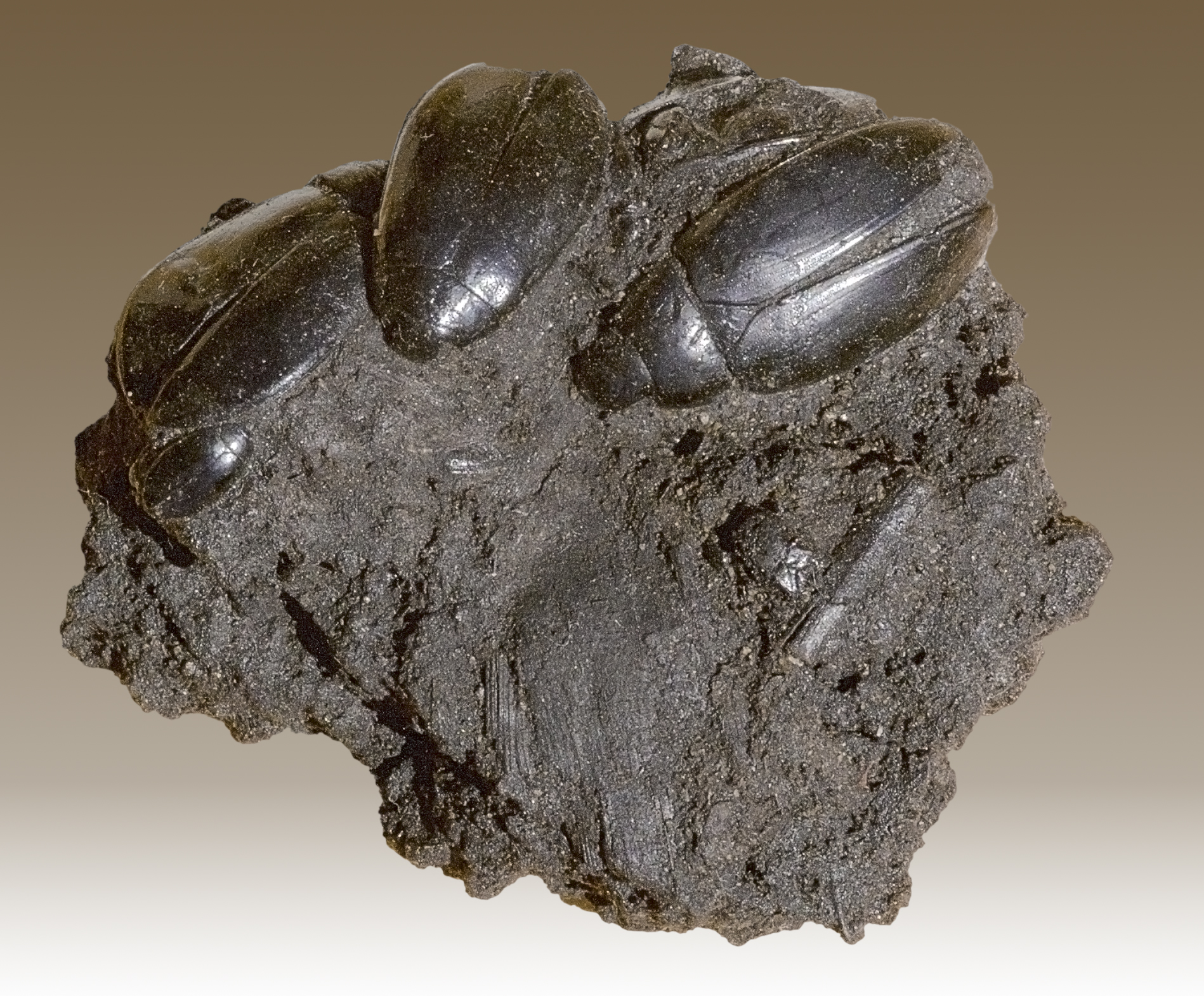
Fossiles de l'entomofaune : Hydrophilius sp., fosse à goudron de La Brea, Los Angeles, (États-Unis).

| Précambrien                             |                                  |                                                      |
| Bitter Springs                          | 1000-850 millions d'années       | Australie du sud.                                    |
| Formation de Doushantuo                 | 600–555 millions d'années        | Province de Guizhou, Chine                           |
| Cambrien                                |                                  |                                                      |
| Schiste de Maotianshan (Chengjiang)     | 525 millions d'années            | Province du Yunnan, Chine                            |
| Site fossilifère de Qingjiang           | 518 millions d'années            | Chine                                                |
| Sirius Passet                           | 518 millions d'années            | Groenland                                            |
| Schistes d'Emu Bay                      | 514 millions d'années            | Sud de l'Australie                                   |
| Formation de Kaili                      | 513-501 millions d'années        | Province de Guizhou, sud-ouest de la Chine           |
| Schistes de Spence                      | 507,5-505 millions d'années      | Sud-est de l'Idaho et nord-est de l'Utah, États-Unis |
| Schistes de Wheeler (House Range)       | 507 millions d'années            | Ouest de l'Utah, États-Unis                          |
| Schistes de Burgess                     | 505 millions d'années            | Colombie-Britannique, Canada                         |
| Schistes de Kinnekulle Orsten et d'Alum | 500 millions d'années            | Suède                                                |
| Schistes d'Öland, d'Orsten et d'Alum    | 500 millions d'années            | Suède                                                |
| Ordovicien                              |                                  |                                                      |
| Beecher's Trilobite Beds                | 445 millions d'années            | New York, États-Unis                                 |
| Schiste de Soom                         | 435 millions d'années            | Afrique du Sud                                       |
| Silurien                                |                                  |                                                      |
| Wenlock                                 | 420 millions d'années            | Angleterre                                           |
| Dévonien                                |                                  |                                                      |
| Rhynie chert                            | 410 millions d'années            | Écosse                                               |
| Ardoises du Hunsrück                    | 390 millions d'années            | Rhénanie-Palatinat, Allemagne                        |
| Formation d'Escuminac                   | 380 millions d'années            | Québec, Canada                                       |
| Formation de Gogo                       | 380 millions d'années            | Ouest de l'Australie                                 |
| Canowindra, Nouvelle-Galles du Sud      | 360 millions d'années            | Australie                                            |
| Carbonifère                             |                                  |                                                      |
| Calcaire de Bear Gulch                  | 320 millions d'années            | Montana, États-Unis                                  |
| Falaises fossilifères de Joggins        | 315 millions d'années            | Nouvelle-Écosse, Canada                              |
| Mazon Creek                             | 300 millions d'années            | Illinois, États-Unis                                 |
| Montceau-les-Mines                      | 300 millions d'années            | Bourgogne, France                                    |
| Carrière Hamilton                       | 295 millions d'années            | Kansas, États-Unis                                   |
| Permien                                 |                                  |                                                      |
| Formation Mangrullo                     | 279 millions d'années            | Uruguay                                              |
| Trias                                   |                                  |                                                      |
| Karataou                                | 213–144 millions d'années        | Kazakhstan                                           |
| Jurassique                              |                                  |                                                      |
| Ghost Ranch                             | 185–155 millions d'années        | Nouveau-Mexique, États-Unis                          |
| Argiles à Posidonies                    | 180 millions d'années            | Holzmaden Bade-Wurtemberg, Allemagne                 |
| Formation de Dashanpu                   | 165 millions d'années            | Dashanpu (Sichuan), Chine                            |
| La Voulte-sur-Rhône                     | 160 millions d'années            | Ardèche, France                                      |
| Site paléontologique de Cerin           | 152 millions d'années            | Ain, France                                          |
| Calcaire de Solnhofen                   | 151 millions d'années            | Bavière, Allemagne                                   |
| Formation de Mörnsheim                  | 150 millions d'années            | Bavière, Allemagne                                   |
| Lagerstätte de Canjuers                 | 150 millions d'années            | Var, France                                          |
| Crétacé                                 |                                  |                                                      |
| Site paléontologique d'Angeac-Charente  | 140 millions d'années            | Charente, France                                     |
| Formation d'Yixian                      | env. 135 millions d'années       | Liaoning, Chine                                      |
| Crato Formation                         | env. 117 millions d'années       | Nord-Est du Brésil                                   |
| Formation de Xiagou                     | env. 110 millions d'années       | Gansu, Chine                                         |
| Formation de Santana                    | de 108 à 92 millions d'années    | Brésil                                               |
| Couches à poissons du Mont Liban        | de 100 à 83 millions d'années    | Byblos, Liban                                        |
| Craie de Smoky Hill                     | de 87 à 82 millions d'années     | Kansas et Nebraska, États-Unis                       |
| Schiste d'Ingersoll                     | 85 millions d'années             | Alabama, États-Unis                                  |
| Auca Mahuevo                            | 80 millions d'années             | Patagonie, Argentine                                 |
| Zhucheng                                | env. 70 millions d'années        | Shandong, Chine                                      |
| Éocène                                  |                                  |                                                      |
| Formation de la Green River             | 50 millions d'années             | Colorado/Utah/Wyoming, États-Unis                    |
| Monte Bolca                             | de 50,5 à 48,5 millions d'années | Italie                                               |
| Schiste de Messel                       | 49 millions d'années             | Hesse, Allemagne                                     |
| Argile de Londres (London Clay)         | 54–48 millions d'années          | Royaume-Uni                                          |
| Oligocène–Miocène                       |                                  |                                                      |
| Ambre de République Dominicaine         | 30–10 millions d'années          | République dominicaine                               |
| Riversleigh                             | 25–15 millions d'années          | Queensland, Australie                                |
| Miocène                                 |                                  |                                                      |
| Ambre de Chiapas                        | 23–15 millions d'années          | Chiapas, Mexique                                     |
| Dépôts fossiles de Clarkia              | 20–17 millions d'années          | Idaho, États-Unis                                    |
| Dépôts fossiles d'Ashfall               | 10 millions d'années             | Nebraska, États-Unis                                 |
| Plio-Pléistocène                        |                                  |                                                      |
| Rancho Ahl al Oughlam                   | 2,5 millions d'années            | Maroc                                                |
| Pléistocène                             |                                  |                                                      |
| Rancho La Brea Tar Pits                 | 20 000 ans avant le présent      | Californie, États-Unis                               |